# Biały Filar
Biały Filar – skała we wsi Podzamcze w województwie śląskim, w powiecie zawierciańskim, w gminie Ogrodzieniec. Znajduje się w lesie przy parku linowym, naprzeciwko skały Adept. Obok niej jest skała Dziurawa (na portalu wspinaczkowym skała Biały Filar nie jest wyróżniana i opisywana jest łącznie ze skałą Dziurawa).
Biały Filar zbudowany jest z wapieni i opada połogimi i pionowymi ścianami o wysokości 8–15 m. Jest na nim 6 dróg wspinaczkowych o trudności od IV+ do VI.3+ w skali Kurtyki. Na niektórych zamontowano stałe punkty asekuracyjne: ringi (r) i stanowiska zjazdowe (st), na pozostałych wspinaczka tradycyjna (trad).
1. Trawiasty zachód; VI, trad
2. Klub anonimowych weneryków; VI.3, 7r + st
3. Małpie hormony; VI.1+, 8r + st
4. Lewa dziurawa rysa; IV, trad
5. Dziurawa płyta; V, trad
6. Prawa dziurawa rysa, trad[2].

Wśród wspinaczy skalnych Biały Filar cieszy się średnią popularnością.